# Korsischer Scheibenzüngler
Der Korsische Scheibenzüngler (Discoglossus montalentii) ist eine auf Korsika endemische Froschart aus der Gattung der Eigentlichen Scheibenzüngler (Discoglossus) in der Familie der Scheibenzüngler (Discoglossidae). Das Artepitheton ehrt den italienischen Biologen und Genetiker Giuseppe Montalenti (1904–1990).

## Merkmale

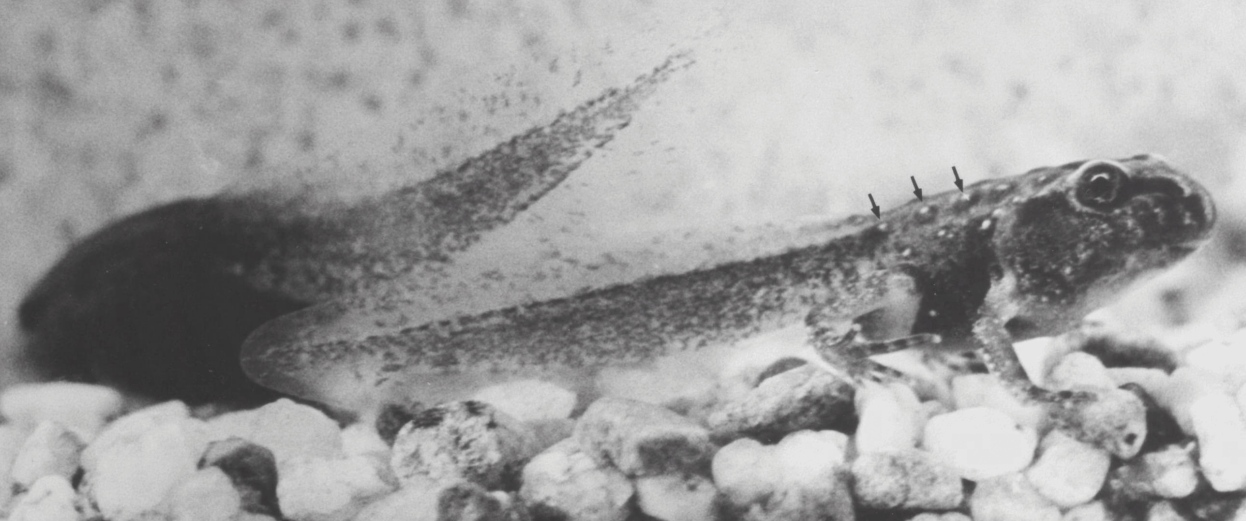
Larve während der Metamorphose mit bereits deutlich entwickelten Warzenreihen (Pfeile)

Die bisher größte bekannte Kopf-Rumpf-Länge beträgt bei Männchen 62,5 Millimeter, bei Weibchen 54,2 Millimeter. Die Art ist kräftig gebaut und hat einen breiten Kopf. Dieser misst ungefähr ein Drittel der Kopf-Rumpf-Länge. Die Schnauze ist stumpf, Ober- und Unterkieferspitze sind fast auf einer Höhe. Der vierte Finger ist im Bereich der Spitze breiter als an der Basis. Bislang sind zwei unterschiedliche Farbvarianten bekannt. Die eine ist einfarbig dunkelbraun, dunkelgrau, rötlich oder rotbraun, die andere dunkelbraun gefleckt. Der Rand der Flecken ist nicht hell. Eine Längsbänderung kommt nicht vor. Oft ist auf dem Rücken ein heller Fleck vorhanden. Die Bauchseite ist gelblichweiß.

## Vorkommen

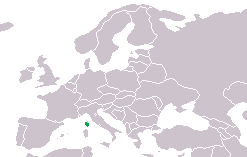
Verbreitungskarte

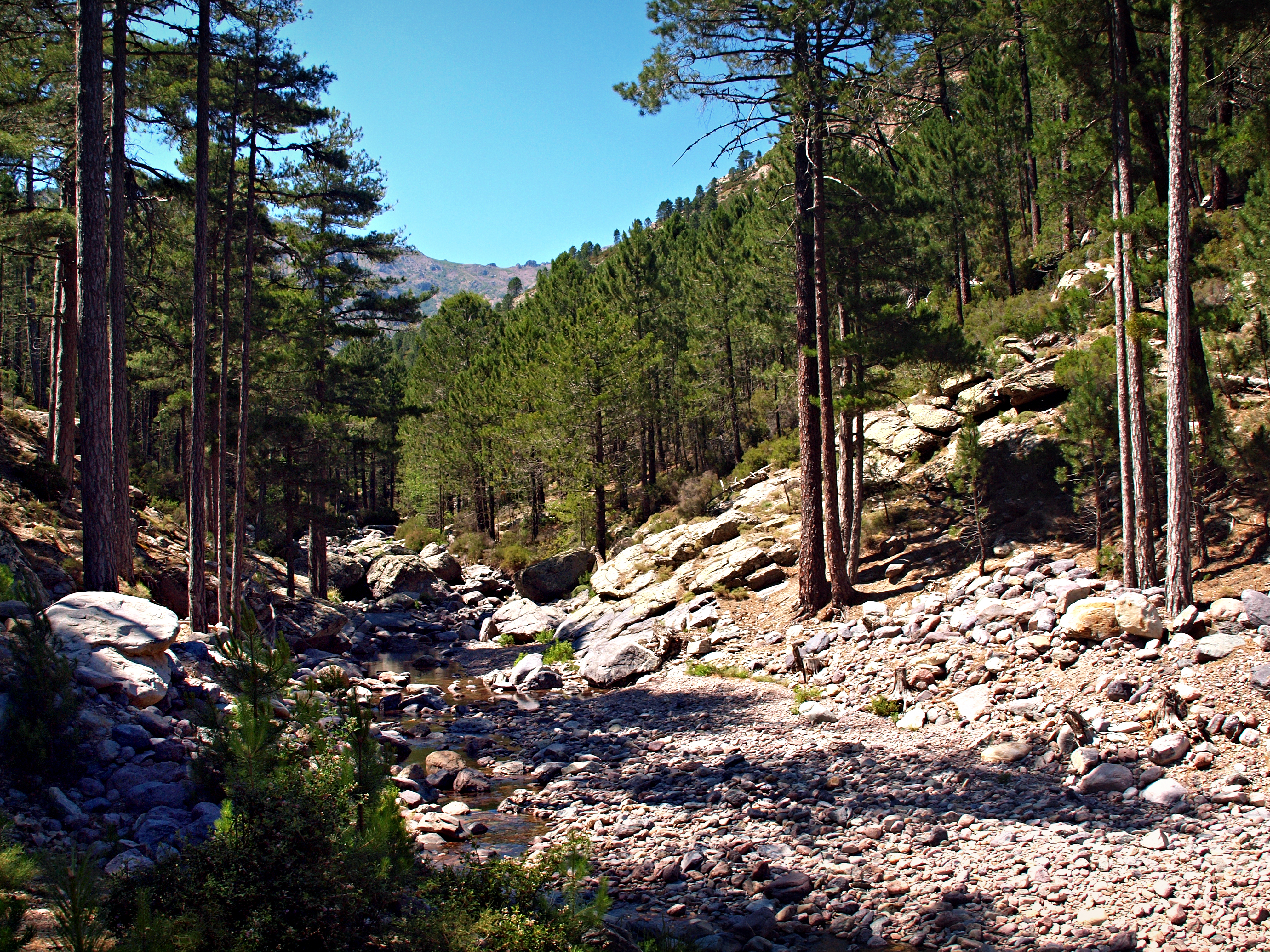
Lebensraum: Bachtal nördlich des Monte Cinto auf etwa

Als Lebensraum besiedelt der Korsische Scheibenzüngler vor allem Fließgewässer in bewaldeten Gebieten. Bisher wurden Lebensräume in Höhenlagen von 300 (Sartène) bis 1900 m (nordwestlich Monte Cinto) gefunden.
Auf der Insel ist die Art im zentralen collin-montanen Teil vom Oberlauf des Fango über Ponte-Leccia bis nach Cervione als „Nordgrenze“ und im Süden bis hin in die Berge zwischen Sotta und Levie verbreitet. Da der Korsische Scheibenzüngler zum Teil syntop mit dem Sardischen Scheibenzüngler vorkommen kann und durchaus eine Verwechselungsgefahr der beiden Arten besteht, müssen Funde deutlich außerhalb dieses „Kernareals“ kritisch betrachtet werden. So gibt es zumindest zwei dieser Funde an der Westküste des Cap Corse, weitere westlich von Calvi und auch vom Küstenstreifen zwischen Bonifacio und dem rund 30 km nordwestlich gelegenen Ort Tizzano und schließlich auf der kleinen Inselgruppe Îles Lavezzi, die nicht in das Habitatmuster zu passen scheinen. Die östliche Küstenebene ist fundfrei, lediglich nördlich des Flughafens Solenzara und bei Fautea gibt es Funde, die Fehlbestimmungen vermuten lassen, da auch sie vom Siedlungsmuster abweichen.

## Gefährdung  und Schutz
Die Art wird in der Roten Liste der IUCN aufgrund des kleinen Verbreitungsgebietes als Art der Vorwarnliste („Near Threatened“) eingestuft.
Der Korsische Scheibenzüngler wird von der Europäischen Union in den Anhängen II und IV der FFH-Richtlinie geführt und gilt damit als streng zu schützende Art von gemeinschaftlichem Interesse, für deren Erhaltung von den Mitgliedsstaaten besondere Schutzgebiete ausgewiesen werden müssen.